# Juan Vivés
Pour les articles homonymes, voir Vivès (homonymie).
 (avril 2008).
Si vous disposez d'ouvrages ou d'articles de référence ou si vous connaissez des sites web de qualité traitant du thème abordé ici, merci de compléter l'article en donnant les références utiles à sa vérifiabilité et en les liant à la section « Notes et références ».
Juan Vivés, de son vrai nom Andrés Alfaya Torrado, né le 4 juin 1945 à La Havane, décédé le 22 février 2014 à Marseille, est un descendant de plusieurs grandes familles qui se sont installées à Trinidad, les Borrel et les Iznaga par son grand-père maternel, dont le fameux Don mariano, qui aurait caché un trésor dans la région;  il a grandi à La Havane où il a fréquenté notamment le Candler College, juste avant le triomphe de la révolution il vivait dans la ville de Moron, dans la province de Camaguey. 
À l'âge de 15 ans, en novembre 1960, il a rejoint les guérilleros de la révolution cubaine dans le massif de l'Escambray en participant au 2e front aux côtés de Che Guevara. Il aurait atteint le grade de capitaine dans l'armée révolutionnaire.
Après la victoire des forces révolutionnaires sur Fulgencio Batista, il aurait occupé des fonctions diverses notamment au sein du G2 (service de sécurité cubain). Il est le neveu de Osvaldo Dorticós Torrado, qui a porté le titre de président de la République jusqu'en 1976. Une de ses tantes était la femme de l'oncle de Celia Sanchez Manduley, la fidèle secrétaire de Fidel Castro, qui l'a donc connu très jeune et dont il parle souvent dans ses mémoires. 
Finalement, il quitte Cuba en 1979 non sans de grandes difficultés et rejoint son épouse (française) à Marseille, ville dans laquelle il a ensuite vécu.
Il est révélé au grand public français par son passage dans l'émission Apostrophes du vendredi 3 avril 1981, où il apparaît grimé, avec une perruque et de fausses moustaches. Il assure la promotion de son livre Les maîtres de Cuba. Un agent secret cubain révèle comment Fidel Castro s'est mis au service de l'expansionnisme soviétique paru aux Editions Robert Laffont, dans la collection Vécu (voir VSD no 187 du jeudi 2 avril 1981, pages 18-19). Il affirme notamment que Castro fut recruté comme agent soviétique en août 1946. Il a collaboré pendant quelques années avec le quotidien "Le méridional" auquel il apportait son concours au niveau de la politique internationale. Il révèle quelques anecdotes sur ce sujet dans la biographie "El magnifico". 
Il apporte un témoignage très critique sur la politique cubaine dans le livre de Alain Ammar, Cuba nostra, ouvrage auquel a également participé l'écrivain cubain Jacobo Machover.
Son ouvrage El magnifico, 20 ans au service de Castro retrace son itinéraire original au sein du régime castriste avant que son mariage ne lui crée des problèmes graves et qu’il finisse par quitter l’île des Caraïbes et en révèle de nombreux aspects sombres.